# ونا وایت
ونا وایت (انگلیسی: Vanna White؛ زادهٔ ۱۸ فوریهٔ ۱۹۵۷) هنرپیشه، و مجری تلویزیون اهل ایالات متحده آمریکا است.
از فیلم‌ها یا برنامه‌های تلویزیونی که وی در آن نقش داشته‌است می‌توان به دو اژدها، سلاح عریان ۳ اشاره کرد.